# 中村行成
中村 行成（なかむら ゆきまさ、1972年8月28日 - ）は、日本の柔道家。身長172cm、階級は65kg以下級および66kg以下級。得意技は内股、掬投、小内刈、小外刈。兄佳央、弟兼三とともに中村三兄弟と呼ばれた。

## 来歴
福岡県福岡市出身。小学校1年の時に柔道を始める。
東海大学卒業後、旭化成に入社。1993年、東海大学3年生時にハミルトン世界選手権で優勝。1995年、幕張世界選手権で決勝でクベルマルツに敗れ二位。 1996年、アトランタオリンピックには兄の佳央(95キロ以下級)と弟の兼三(71キロ以下級)との三兄弟出場を果たす。行成は男子65kg級では決勝でドイツのクベルマルツに敗れ銀メダルを獲得した。その後も日本国内ではトップを走り、1997年パリ世界選手権、1999年バーミンガム世界選手権(以後66キロ以下級)、2000年シドニー五輪に出場し、2001年の全本選抜体重別選手権で優勝。その後引退し2002年より旭化成柔道部コーチとして指導にあたる。また2003年からは全日本コーチ、2005年からは全日本シニア専任コーチも務める。

## アトランタ五輪での不運
アトランタ五輪では予選プールでロシアのマツィエフと対戦した。試合は一方的に中村がポイントを稼いだまま試合終了間際、両者もつれて「待て」がかかった。「待て」がかかった状態であったにもかかわらず、マツィエフは中村を畳に叩き落として（プロレスで言うところの「パワーボム」）中村を負傷させた。中村は試合場でうずくまったまま動けない状態となり、会場中から大ブーイングが起こった。マツィエフは試合途中であったにもかかわらず礼もしないで自ら畳を下りた。負傷した中村は決勝では本来の動きが出せず、銀メダルに終わった。

## 戦歴
- 1988年：全日本ジュニア体重別選手権大会 優勝
- 1989年 - 国際高校柔道選手権大会 優勝
- 1990年：世界ジュニア体重別選手権大会 優勝
- 1991年：全日本ジュニア体重別選手権大会 優勝
- 1993年：フランス国際柔道大会 優勝
- 1993年：東アジア大会 優勝
- 1993年：カナダ・ハミルトン世界柔道選手権大会 優勝
- 1994年：講道館杯日本体重別選手権大会 優勝
- 1994年：正力杯国際学生柔道大会 優勝
- 1994年：広島アジア競技大会 優勝
- 1994年：嘉納治五郎杯国際柔道大会 優勝
- 1995年：オーストリア国際大会 優勝
- 1995年：全日本選抜柔道体重別選手権大会 準優勝
- 1996年：フランス国際柔道大会 優勝
- 1996年：アトランタオリンピック 準優勝
- 1996年：嘉納治五郎杯国際柔道大会 優勝
- 1997年：パリ柔道世界選手権大会出場
- 1998年：ワールドカップ柔道国別団体選手権 優勝
- 1998年：バンコクアジア競技大会 優勝
- 1999年：フランス国際柔道大会 優勝
- 2000年：全日本選抜柔道体重別選手権大会 優勝
- 2000年：シドニーオリンピック柔道競技出場
- 2000年：講道館杯 優勝
- 2000年：アジア柔道選手権大会 優勝
- 2001年：全日本選抜柔道体重別選手権大会 優勝